# Noblebet Zakłady Bukmacherskie
Noblebet – serwis oferujący legalne zakłady bukmacherskie on-line na terenie Polski. Marka została stworzona przez spółkę handlową Polski Bukmacher sp. z o.o. z siedzibą w Dąbrowie Górniczej przy ul. Limanowskiego 10. Noblebet funkcjonuje od 2019 roku i działa na podstawie licencji wydanej przez Ministerstwo Finansów.
Marka Noblebet jest głównym sponsorem drużyny ekstraklasy – Śląska Wrocław.

## Działalność Noblebet
Przedmiotem działalności spółki stosownie do zezwolenia wydanego przez Ministra Finansów, regulaminu wzajemnych zakładów bukmacherskich i ustawy z dnia 19 listopada 2009 r. o grach hazardowych jest zawieranie zakładów wzajemnych w formie umów cywilnych z osobami fizycznymi za pośrednictwem serwisu internetowego na terytorium Polski.

## Fuzja z LV Bet
W połowie stycznia 2023 NobleBet wstrzymało rejestracje nowych kont, jak i w tym samym dniu doszło do fuzji z LV Bet.